# Recorde da volta ao mundo à vela
O recorde da volta ao mundo à vela é um desafio náutico que tal como as modalidades do recorde da travessia do Atlântico Norte à vela pode ser realizado :
- nos dois sentidos: Este-Oeste ou Oeste-Este;
- em equipagem ou em solitário;
- em monocasco ou multicasco.

Devido às correstes e ventos favoráveis é muito mais rápida e mesmo menos perigoso o percurso Oeste-Este.

## Tempos
| Skipper                 | Year | Equador        | Boa Esperança  | Cabo das Agulhas | Cabo Leeuwin   | Tasmania       | Anti meridiano | Cabo Horn      | Equador        | Ouessant       |
| ----------------------- | ---- | -------------- | -------------- | ---------------- | -------------- | -------------- | -------------- | -------------- | -------------- | -------------- |
| Multicasco em equipagem |      |                |                |                  |                |                |                |                |                |                |
| Yann Guichard           | 2019 | 4 d 19 h 57 '  |                |                  |                |                |                |                |                |                |
| Francis Joyon           | 2016 | 5 d 18 h 59 '  | 12 d 19 h 28 ' | 12 d 21 h 22 '   | 17 d 06 h 59 ' | 18 d 18 h 31 ' | 20 d 07 h 04 ' | 26 d 15 h 45 ' | 35 d 04 h 09 ' | 40 d 23 h 30 ' |
| Loïck Peyron            | 2011 | 5 d 14 h 55 '  | 11 d 21 h 48 ' | 11 d 23 h 49 '   | 17 d 23 h 57 ' | 20 d 07 h 11 ' | 22 d 11 h 34 ' | 30 d 22 h 19 ' | 38 d 02 h 46 ' | 45 d 13 h 42 ' |
| Yann Guichard           | 2015 | 4 d 21 h 29 '  | 11 d 22 h 04 ' | 12 d 00 h 02 '   | 18 d 11 h 25 ' | 20 d 04 h 37 ' | 22 d 07 h 43 ' | 30 d 04 h 07 ' | 39 d 13 h 31 ' | 47 d 10 h 59 ' |
| Francis Joyon           | 2015 | 5 d 05 h 01 '  | 13 d 05 h 11 ' | 13 d 09 h 15 '   | 18 d 20 h 37 ' | 20 d 08 h 18 ' | 22 d 09 h 48 ' | 31 d 01 h 47 ' | 40 d 14 h 53 ' | 47 d 14 h 47 ' |
| Franck Cammas           | 2009 | 5 d 15 h 23 '  | 14 d 13 h 31 ' | 14 d 15 h 48 '   | 21 d 14 h 22 ' | 22 d 20 h 27 ' | 25 d 07 h 36 ' | 32 d 04 h 34 ' | 41 d 21 h 09 ' | 48 d 07 h 44 ' |
| Bruno Peyron            | 2005 | 7 d 02 h 56 '  | 14 d 05 h 21 ' | 14 d 08 h 19 '   | 21 d 13 h      | 23 d 19 h 23 ' | 25 d 21 h 33 ' | 32 d 13 h 29 ' | 40 d 19 h 05 ' | 50 d 16 h 20 ' |
| Steve Fossett           | 2004 | 8 d 06 h 28 '  | 17 d 23 h 29 ' |                  | 25 d 14 h 08 ' |                | 30 d 22 h 47 ' | 39 d 16 h 16 ' | 50 d 03 h 03 ' | 58 d 09 h 32 ' |
| O. de Kersauson         | 2003 | 6 d 11 h 26 '  | 16 d 14 h 35 ' |                  | 26 d 04 h 53 ' |                | 31 d 22 h 53 ' | 41 d 16 h 27 ' | 53 d 09 h 37 ' | 68 d 01 h 58 ' |
| Bruno Peyron            | 2002 | 7 d 22 h       | 18 d 18 h 40 ' |                  | 29 d 07 h 22 ' |                | 34 d 09 h 20 ' | 42 d 02 h 52 ' | 53 d 04 h 49 ' | 64 d 08 h 37 ' |
| Multicasco em solitário |      |                |                |                  |                |                |                |                |                |                |
| François Gabart         | 2017 | 5 d 20 h 45 '  | 11 d 20 h 10 ' | 11 d 22 h 20 '   | 19 d 14 h 10 ' | 21 d 12 h 00 ' | 23 d 05 h 08 ' | 29 d 03 h 15 ' | 36 d 01 h 30 ' | 42 d 16 h 40 ' |
| Thomas Coville          | 2016 | 5 d 17 h 15 '  | 14 d 04 h 44 ' |                  | 21 d 03 h 09 ' | 22 d 17 h 01 ' | 24 d 15 h 05 ' | 31 d 11 h 30 ' | 41 d 14 h 53 ' | 49 d 03 h 07 ' |
| Francis Joyon           | 2007 | 6 d 16 h 58 '  | 15 d 07 h 16 ' |                  | 22 d 15 h 28 ' | 24 d 19 h 19 ' | 27 d 07 h      | 35 d 12 h 36 ' | 48 d 02 h 18 ' | 57 d 13 h 34 ' |
| Ellen McArthur          | 2004 | 8 d 18 h 20 '  | 18 d 18 h 20 ' |                  | 29 d 14 h 25 ' | 32 d 19 h 57 ' |                | 44 d 23 h 36 ' | 60 d 13 h      | 71 d 14 h 18 ' |
| Monocasco em solitário  |      |                |                |                  |                |                |                |                |                |                |
| Armel Le Cléac'h        | 2017 | 9 d 09 h 56 '  | 18 d 03 h 30 ' |                  | 28 d 20 h 12 ' | 32 d 00 h 13 ' |                | 47 d 00 h 32 ' | 61 d 12 h 21 ' | 74 d 03 h 36 ' |
| François Gabart         | 2013 | 11 d 00 h 20 ' | 23 d 03 h 43 ' |                  | 34 d 10 h 23 ' | 37 d 18 h 56 ' |                | 52 d 06 h 18 ' | 66 d 01 h 39 ' | 78 d 02 h 16 ' |
| Michel Desjoyeaux       | 2009 | 13 d 15 h 41 ' | 27 d 00 h 34 ' |                  | 37 d 07 h 23 ' |                | 43 d 23 h 33 ' | 56 d 15 h 08 ' | 71 d 17 h 12 ' | 84 d 03 h 09 ' |
| Vincent Riou            | 2005 | 10 d 12 h 13 ' | 24 d 02 h 18 ' |                  | 36 d 11 h 48 ' |                |                | 56 d 17 h 13 ' | 72 d 13 h 58 ' | 87 d 10 h 47 ' |

| Skipper                 | Year | Ouessant Equador | Equador Boa Esperança | Boa Esperança Cabo Leeuwin | Cabo Leeuwin Cabo Horn | Cabo Horn Equador | Equador Ouessant |
| ----------------------- | ---- | ---------------- | --------------------- | -------------------------- | ---------------------- | ----------------- | ---------------- |
| Multicasco em equipagem |      |                  |                       |                            |                        |                   |                  |
| Yann Guichard           | 2019 | 4 d 19 h 57 '    |                       |                            |                        |                   |                  |
| Francis Joyon           | 2016 | 5 d 18 h 59 '    | 7 d 00 h 29 '         | 4 d 11 h 31 '              | 9 d 08 h 46 '          | 8 d 12 h 24 '     | 5 d 19 h 21 '    |
| Loïck Peyron            | 2011 | 5 d 14 h 55 '    | 6 d 06 h 53 '         | 6 d 02 h 09 '              | 12 d 22 h 22 '         | 7 d 04 h 27 '     | 7 d 10 h 58 '    |
| Yann Guichard           | 2015 | 4 d 21 h 29 '    | 7 d 00 h 35 '         | 6 d 13 h 21 '              | 12 d 06 h 03 '         | 9 d 09 h 24 '     | 7 d 21 h 28 '    |
| Francis Joyon           | 2015 | 5 d 05 h 01 '    | 8 d 04 h 10 '         | 5 d 15 h 26 '              | 12 d 05 h 10 '         | 9 d 13 h 06 '     | 6 d 23 h 56 '    |
| Franck Cammas           | 2009 | 5 d 15 h 23 '    | 7 d 02 h 23 '         | 7 d 00 h 51 '              | 10 d 14 h 12 '         | 9 d 16 h 35 '     | 6 d 10 h 44 '    |
| Bruno Peyron            | 2005 | 7 d 02 h 56 '    | 7 d 05 h 23 '         | 7 d 07 h 39 '              | 12 d 00 h 29 '         | 8 d 05 h 36 '     | 9 d 21 h 15 '    |
| Steve Fossett           | 2004 | 8 d 06 h 28 '    | 9 d 17 h 01 '         | 7 d 14 h 39 '              | 14 d 02 h 08 '         | 10 d 10 h 47 '    | 8 d 06 h 29 '    |
| O. de Kersauson         | 2003 | 6 d 11 h 26 '    | 10 d 03 h 09 '        | 9 d 09 h 18 '              | 15 d 11 h 34 '         | 11 d 17 h 10 '    | 14 d 15 h 21 '   |
| Bruno Peyron            | 2002 | 7 d 22 h 00 '    | 10 d 20 h 40 '        | 12 d 19 h 30 '             | 10 d 12 h 42 '         | 11 d 01 h 57 '    | 11 d 03 h 48 '   |
| Multicasco em solitário |      |                  |                       |                            |                        |                   |                  |
| François Gabart         | 2017 | 5 d 20 h 45 '    | 5 d 23 h 25 '         | 7 d 18 h                   | 9 d 13 h 05 '          | 6 d 22 h 15 '     | 6 d 15 h 10 '    |
| Thomas Coville          | 2016 | 5 d 17 h 15 '    | 8 d 11 h 29 '         | 6 d 22 h 25 '              | 10 d 08 h 21 '         | 10 d 03 h 23 '    | 7 d 12 h 14 '    |
| Francis Joyon           | 2007 | 6 d 16 h 58 '    | 8 d 14 h 18 '         | 7 d 8 h 11 '               | 12 d 21 h 08 '         | 12 d 13 h 42 '    | 9 d 11 h 16 '    |
| Ellen McArthur          | 2004 | 8 d 18 h 20 '    | 10 d 00 h 00 '        | 10 d 19 h 05 '             | 18 d 04 h 20 '         | 15 d 13 h 24 '    | 11 d 01 h 18 '   |
| Monocasco em solitário  |      |                  |                       |                            |                        |                   |                  |
| Armel Le Cléac'h        | 2017 | 9 d 09 h 56 '    | 8 d 17 h 34 '         | 10 d 16 h 42 '             | 18 d 04 h 20 '         | 14 d 11 h 49 '    | 12 d 15 h 15 '   |
| François Gabart         | 2013 | 11 d 00 h 20 '   | 12 d 03 h 23 '        | 11 d 06 h 40 '             | 17 d 17 h 55 '         | 13 d 19 h 21 '    | 12 d 00 h 37 '   |
| Michel Desjoyeaux       | 2009 | 13 d 15 h 41 '   | 13 d 08 h 53 '        | 10 d 06 h 49 '             | 19 d 07 h 45 '         | 15 d 02 h 04 '    | 12 d 09 h 57 '   |
| Vincent Riou            | 2005 | 10 d 12 h 13 '   | 13 d 14 h 05 '        | 12 d 07 h 30 '             | 20 d 05 h 25 '         | 15 d 20 h 11 '    | 14 d 20 h 49 '   |

| Skipper                 | Year | Boa Esperança Cabo Horn | Equador Equador | Equador Cabo Horn | Cabo Horn Ouessant | Índico WSSRC   | Pacifico WSSRC |
| ----------------------- | ---- | ----------------------- | --------------- | ----------------- | ------------------ | -------------- | -------------- |
| Multicasco em equipagem |      |                         |                 |                   |                    |                |                |
| Francis Joyon           | 2016 | 13 d 20 h 13 '          | 29 d 09 h 10 '  | 20 d 20 h 46 '    | 14 d 07 h 45 '     | 5 d 21 h 09 '  | 7 d 21 h 14 '  |
| Loïck Peyron            | 2011 | 19 d 00 h 31 '          | 32 d 11 h 51 '  | 25 d 07 h 23 '    | 14 d 15 h 25 '     | 8 d 07 h 23 '  | 10 d 15 h 07 ' |
| Yann Guichard           | 2015 | 18 d 06 h 03 '          | 34 d 08 h 02 '  | 25 d 06 h 38 '    | 17 d 06 h 54 '     | 8 d 04 h 45 '  | 9 d 23 h 30 '  |
| Francis Joyon           | 2015 | 17 d 20 h 36 '          | 35 d 13 h 52 '  | 26 d 00 h 46 '    | 16 d 13 h 02 '     | 7 d 00 h 00 '  | 10 d 23 h 10 ' |
| Franck Cammas           | 2009 | 17 d 15 h 03 '          | 36 d 02 h 03 '  | 26 d 09 h 27 '    | 16 d 03 h 19 '     | 8 d 17 h 39 '  | 8 d 18 h 41 '  |
| Bruno Peyron            | 2005 | 18 d 08 h 08 '          | 33 d 16 h 06 '  | 25 d 03 h 35 '    | 18 d 02 h 39 '     | 9 d 11 h 04 '  | 8 d 18 h 08 '  |
| Steve Fossett           | 2004 | 21 d 16 h 47 '          | 41 d 20 h 35 '  | 31 d 09 h 48 '    | 18 d 17 h 16 '     |                |                |
| O. de Kersauson         | 2003 | 25 d 01 h 52 '          | 46 d 22 h 11 '  | 35 d 05 h 01 '    | 16 d 07 h 31 '     |                |                |
| Bruno Peyron            | 2002 | 23 d 08 h 12 '          | 45 d 06 h 49 '  | 34 d 04 h 52 '    | 22 d 05 h 45 '     |                |                |
| Multicasco em solitário |      |                         |                 |                   |                    |                |                |
| François Gabart         | 2017 | 17 d 07 h 05 '          | 30 d 04 h 45 '  | 23 d 06 h 30 '    | 13 d 13 h 25 '     | 9 d 13 h 40 '  | 7 d 15 h 15 '  |
| Thomas Coville          | 2016 | 17 d 06 h 46 '          | 35 d 21 h 38 '  | 25 d 18 h 15 '    | 17 d 15 h 37 '     | 8 d 12 h 19 '  | 8 d 18 h 28 '  |
| Francis Joyon           | 2007 | 20 d 05 h 20 '          | 41 d 09 h 14 '  | 28 d 19 h 38 '    | 22 d 00 h 58 '     | 9 d 12 h 03 '  | 10 d 14 h 30 ' |
| Ellen McArthur          | 2004 | 26 d 05 h 16 '          | 52 d 18 h 40 '  | 36 d 05 h 16 '    | 26 d 14 h 42 '     | 14 d 01 h 37 ' | 12 d 13 h 39 ' |
| Monocasco em solitário  |      |                         |                 |                   |                    |                |                |
| Armel Le Cléac'h        | 2017 | 28 d 21 h 02 '          | 52 d 02 h 25 '  | 37 d 14 h 36 '    | 27 d 03 h 04 '     | 13 d 17 h 29 ' | 15 d 00 h 19 ' |
| François Gabart         | 2013 | 29 d 02 h 35 '          | 55 d 01 h 19 '  | 41 d 05 h 19 '    | 25 d 20 h 37 '     | 14 d 19 h 20 ' | 14 d 11 h 56 ' |
| Michel Desjoyeaux       | 2009 | 29 d 15 h 42 '          | 58 d 01 h 31 '  | 42 d 23 h 43 '    | 17 d 12 h 01 '     |                |                |
| Vincent Riou            | 2005 | 32 d 14 h 55 '          | 62 d 01 h 45 '  | 46 d 05 h 00 '    | 17 d 12 h 01 '     | 19 d 17 h 34 ' |                |

## Tipos de Record
A Vendée Globe é corrida, em solitário e sem escala e limitada a barcos de 60 pés de comprimento.
O Troféu Júlio Verne premia o Veleiro e a equipagem mais rápida. Em 2012 o record pertencia a	Loïck Peyron no Trimaran Banque Populaire V em 45 dias 13 horas 42 minuto e  53 segundos com uma equipagem de 14 pessoas  - 